# Kavkaz Center
Kavkaz Center (KC) är en fristående nyhetssajt som själva beskriver sig som tjetjensk, internationell och islamistisk. KC grundades i mars 1999 i Groznyj av National Centre for Strategic Research and Political Technology.
Kavkaz Center rapporterar kring händelser inom den muslimska världen, Kaukasien och Ryssland. Sidan publiceras på fem språk, engelska, arabiska, ukrainska, ryska och turkiska. Kavkaz Center är en populär nyhetssajt då den erbjuder ett annat synsätt än exempelvis traditionella ryska medier. 1999 var sidan på plats 21 bland mest populära sidor besökta från Moskva, antagligen på grund av att sidan var en alternativ informationskälla vid Andra Tjetjenienkriget. Kavkaz Center erbjuder även internationella nyhetsbyråer bakgrundsinformation, nyhetsbrev och annan assistans för att främja oberoende journalistiskt arbete i Kaukasien.
2004 fanns Kavkaz Centers webbplats på servrar i Litauen. I september 2004 blossade en stor konflikt upp då lagar om hets mot folkgrupp åberopades för att stänga sidan efter att sidan publicerat ett brev där Sjamil Basajev tog på sig ansvaret för gisslandramat i Beslan, och bilder från förberedelserna av attacken publicerades på Kavkaz Center. Efter påtryckningar från myndigheter stängdes sidan ned. Kavkaz Center var dock snart uppe igen på en webbserver hos det svenska bolaget PRQ. Vid Razzian mot PRQ i maj 2006, som var en del i förberedelserna till Rättegången mot The Pirate Bay, beslagtogs även Kavkaz Centers servrar. Enligt Kavkaz Center produceras och distribueras sidan fortfarande från Sverige. I enlighet med reglerna i yttrandefrihetsgrundlagen åtnjuter sidan grundlagsskydd och den ideella föreningen Pro Caucasus driver verksamheten.